# Emília Cândida
Emília Cândida Madeira, apenas conhecida por Emília Cândida (Lisboa, 18 de maio de 1823 — Lisboa, 11 de fevereiro de 1908), foi uma atriz e bailarina portuguesa do século XIX.

## Biografia
Emília Cândida nasceu em Lisboa, na freguesia de São Lourenço, em plena Mouraria, a 18 de maio de 1823, filha de João Madeira, natural de Vila Nova de Oliveirinha, em Tábua e de sua mulher, Joaquina Militana do Carmo, natural de Lisboa, humildes lavradores, moradores no Beco do Forno. O seu nome foi-lhe dado em homenagem à sua madrinha de baptismo, Emília Cândida da Costa.
Inicia a sua atividade como bailarina do Teatro de São Carlos, estreando-se depois como atriz em Beja, no drama de 4 atos e 1 prólogo O Sineiro de São Paulo, numa companhia organizada por um primo, o ator António Augusto Xavier de Macedo, onde logo granjeou nome. Regressa a Lisboa, estreando-se no primitivo barracão cirecense antecessor ao Teatro Gymnasio, onde debutou, a 13 de novembro de 1845, na dança mímica de 3 atos Os Salteadores de Vitré, e fez o papel de “Soror Benedita” no drama histórico, de 5 atos, D. Afonso VI, de D. João da Câmara, a 20 de março de 1846. Mais tarde irá fazer parte do elenco e companhia do Teatro Gymnasio, sendo então escriturada como atriz e bailarina, aquando da inauguração do teatro, a 16 de maio de 1846, por incentiva do tipógrafo João José da Mota e do fiscal Manuel Machado, impulsionados pelo grande sucesso da estreia do Actor Taborda. Sob a direção de Emílio Doux, integrou o espetáculo de estreia, o melodrama Os Fabricantes de Moeda Falsa, de César Perini de Lucca, professor no Conservatório, e fez benefício com A Gargalhada.

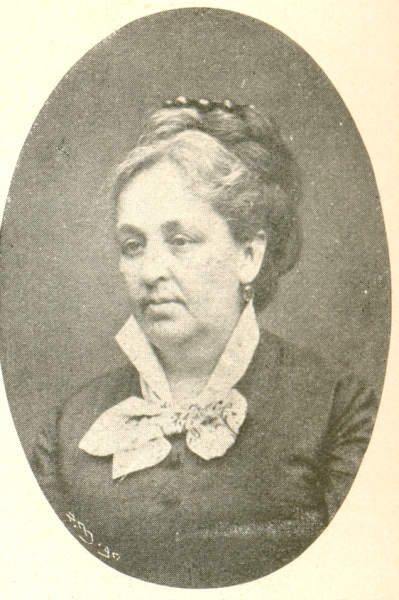
Retrato de Emília Cândida aos 55 anos, em 1878 (publicado na Revista Brasil-Portugal, a 1 de julho de 1903).

Tia da atriz Florinda de Macedo, que foi viver com ela ainda bebé, Emília Cândida era muito bonita e conhecida, no meio teatral, por "Emília Vareta", por ser magrinha e "ter tenuidade da cambraia, criatura que quase se podia cingir com uma bracelete flexível como um felino, cheia de ginásticas elegantes", como deixou dito João Pinto de Carvalho, e, ainda, por "Emília, a Travessa", por ter representado, com aplauso do público, a peça do mesmo nome no Teatro do Gymnasio, em 1849.
Durante as revoltas da Maria da Fonte, o teatro fechou e Emília Cândida partiu em digressão pelas províncias. Quando o Teatro do Gymnasio reabriu, depois de modernizado, em novembro de 1852, Emília entrou para a Sociedade Artística. De regresso ao Gymnasio, entrou no drama de José Maria Brás Martins Fernanda ou O Juramento.
A carreira de Emília Cândida neste teatro foi longa e aclamada, representando ao lado de famosos artistas dramáticos do seu tempo, como o Actor Taborda, Actor Santos Pitorra, Amélia Vieira, Eugénia Câmara, Actor Vale, Emília das Neves, Adelina Abranches, Rosa Damasceno, Eduardo Brazão, Augusto Rosa, João Anastácio Rosa, Actor Tasso, Actor Isidoro, António Pedro, entre muitos outros. Criou um nome notável e ganhou a admiração e simpatia do público, que a presenteava com grandes ovações. Foi longo o seu repertório, do qual, nomeadamente, fazem parte as seguintes participações: A Velhice Namorada; As Duas Bengalas; Amor Londrino; Os Médicos; A Tia Maria; Nem César Nem João Fernandes; Campanólogos Portugueses; Trabalho e Honra; Projectos de Minha Tia; O Autógrafo; Cozinha; O Moinho das Tílias; Casado no Segundo Andar e Solteiro no Quinto; Casa de Jantar e Sala; A Tia Ana de Viana; As Nossas Aliadas; Mariquinhas a Leiteira; Quatro Alminhas do Senhor; A Sonâmbula Sem o Ser; Ensaio da Norma; Uma Mulher que se Deita da Janela Abaixo; O Juiz Eleito; Zé Canaia Regedor; A Meia do Saloio; Pródigos e Económicos; Mistérios Sociais; Um Bernardo Como há Muitos; Três Minhotos em Lisboa; Emília Travessa; Dois Mundos; A Última Carta; A Pastora dos Alpes; Os Maridos aos 50 Anos.
No teatro de revista, a atriz participou nas seguintes produções: Lisboa em 1850, primeira revista portuguesa, de autoria de Francisco Palha e Latino Coelho; O Festejo Dum Noivado, de autoria de Brás Martins (1852); Qual Delas o Trará?, de autoria de Brás Martins (1853); A Vingança Dum Cometa, também de autoria de Brás Martins (1854); Fossilismo e Progresso, de autoria de Manuel Roussado (1855); Os Lanceiros e Quadros Vivos, entre outras levadas à cena no Gymnasio.

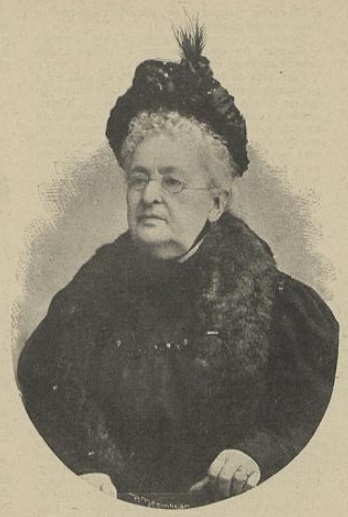
Retrato de Emília Cândida (publicado no periódico O Occidente, a 29 de fevereiro de 1908).

Do Teatro Gymnasio passou para o Teatro Nacional D. Maria II, onde sustentou os seus créditos de atriz, encarregando-se de papéis da maior responsabilidade. Participou nos seguintes espetáculos: A Mantilha de Renda; O Abade Constantino; D. César Bazan; Guerra em Tempo de Paz; Casamento de Olímpia; A Sociedade Onde a Gente se Aborrece; A Caridade (estreada na época de 1875-76, peça que focava a problemática da roda dos enjeitados, enorme êxito de António Pedro e Emília Cândida, obtendo 27 representações); O Bibliotecário; A Madrugada; Fim de Sodoma; O Amor por Conquista; Segredo da Confissão; A Mosca Branca; Tartufo; Solteirões; Cláudia; Fernanda; Jogo de Cartas; Antony; Rogério Laroque; Força da Consciência; A Sobrinha do Marquês; Odete; Mulheres de Mármore; Helena; Sara; Manhã de Sol; O Luxo, etc.
A 16 de agosto de 1880, foi aberto um concurso para explorar o Teatro D. Maria II, formando-se a Sociedade dos Artistas Dramáticos, composta por Emília Cândida, Augusto Rosa, João Anastácio Rosa, Eduardo Brazão, Rosa Damasceno, Virgínia Dias da Silva (Actriz Virgínia) e Joaquim de Almeida. Depois de sucessivos êxitos em Portugal, Augusto Rosa coordenou uma viagem ao Brasil com parte do elenco, chegando a 23 de junho de 1886 e narrando as suas impressões sobre o Rio de Janeiro em livro de memórias: Recordações de cena e de fora da cena. Emília tinha também já feito parte da Companhia Rosas & Brazão e da Companhia Santos & Pinto.
No início do século XX, Emília Cândida afasta-se do teatro, por se encontrar já octogenária, progressivamente cega e doente, contando com o apoio da Actriz Virgínia, nos últimos momentos de vida, devido ao facto de não receber pensão ou reforma, encontrava-se na miséria. A 2 de maio de 1906, despede-se da sua carreira com a peça Os Velhos, de D. João da Câmara, onde desempenha o papel de Narcisa, que tinha criado naquele espaço, em noite de homenagem que ficou memorável pelo seu efémero regresso, colhendo os seus últimos aplausos, no palco do Teatro D. Maria II.
À meia-noite de 11 de fevereiro de 1908, dez dias após o Regicídio de 1908, no 1.º andar do número 125 da Rua de São Roque, na freguesia da Encarnação, ao Chiado, em Lisboa, Emília Cândida falece, aos 84 anos. Nunca casou, mas deixa um filho natural. Foi sepultada no Cemitério dos Prazeres, em jazigo.